# Viktor Jacobi
Viktor Jacobi (Budapest, el 22 d'octubre de 1883 - Nova York, el 10 de desembre de 1921) va ser un compositor d'operetes hongarès.

## Operetes
- 1904: A rátartós királykisasszony
- 1905: Legvitézebb Huszár
- 1906: A tengerszem tündére
- 1907: Tüskerózsa
- 1908: Van, de nincs
- 1909: Jánoska
- 1911: Leányvásár
- 1914: Szibill
- 1919: Apple Blossoms
- 1921: The Love Letter